# Pierre François Joseph Durutte
Pierre François Joseph Durutte, (1767 - 1827), conte, a fost un general francez al războaielor napoleoniene. În 1799 devine general de brigadă și participă la victoria de la Hohenlinden. General de divizie din 1803, își vede cariera afectată de prietenia cu vechiul său comandant, Moreau, exilat în Americi. Revine în prim plan în 1809, remarcându-se la Wagram. Se remarcă apoi în aproape toate campaniile ce urmează, participând inclusiv la bătălia de la Waterloo, unde este grav rănit și desfigurat de un glonte, având totodată mâna dreaptă tăiată de o lovitură de sabie.  